# Boštetje
Boštetje so naselje v Občini Velike Lašče.